# Байкерши в городе зомби
«Байкерши в городе зомби» (англ. Chopper Chicks In Zombie Town) — американская чёрная комедия режиссёра Дэна Хоскинса, сочетающая в себе два поджанра эксплуатационного кино: фильмы про байкеров и зомбимуви. Специальная премия жюри на фестивале Fantasporto. В России распространялся на нелегальных VHS в переводе Антона Карповского (Борового).

## Сюжет
Группа байкерш на своих любимых мотоциклах приезжает в небольшой американский городок Зариах, численность жителей которого составляет всего 128 человек. Целью их приезда в город является заправка своих железных коней, а попутно желание просто развлечься и отдохнуть. На деле всё это сопровождается пьянками, драками и сексуальными утехами. Естественно, жители маленького тихого городка были этому не очень рады. Ситуация осложнялась ещё и тем, что в городке последний год происходят странные вещи — умирает очень много людей, а их тела неизвестно куда пропадают.
Вскоре выясняется, что причиной таких многочисленных смертей и исчезновения трупов является местный священнослужитель Ральф Уиллум, который попутно является безумным учёным. Его деятельность заключается в убийстве людей, а потом в их воскрешении посредством введения им в затылочную часть некой зеленоватой жидкости, после чего трупы превращаются в зомби. А занимается он этим в отместку правительству США, которое отказалось принять и признать его исследования в данном направлении. Помогает Ральфу в этом деле карлик Боб.
Таким образом, за год деятельности безумный учёный воскресил уже с добрую сотню трупов, которых поместил в заброшенной шахте. Но зомби в один прекрасный момент вырвались на свободу и двинулись на городок Зариах с целью отведать местных жителей. Приезжие байкерши решают вступить в схватку с полчищами восставших мертвецов. В этом им помогает бывший ассистент профессора, карлик, которого он при помощи своих изобретений обещал сделать большим (но вместо исполнения своего обещания неоднократно унижал), а также группа слепых подростков, у которых в столь неподходящий момент сломался близ города автобус.
В автобусе нашлись автоматы M16, что сильно облегчает задачу. Поскольку действие происходит в воскресенье, живым людям удается при помощи мяса, загруженного в машину из мясницкой лавки, заманить всех мертвецов, собравшихся возле церкви, внутрь здания и затем уничтожить мощным взрывом.

## В ролях
| Актёр             | Роль         |
| ----------------- | ------------ |
| Джейми Роуз       | Деде         |
| Кэтрин Карлин     | Рокс         |
| Лисия Наф         | Ти Си        |
| Вики Фредерик     | Джуел        |
| Кристина Лоджия   | Джоджо       |
| Гретхен Палмер    | Расти        |
| Марта Куинн       | Мэй Клаттер  |
| Дон Калфа         | Ральф Уиллум |
| Билли Боб Торнтон | Донни        |
| Хэл Спаркс        | Ланс         |
| Эд Гейл           | Боб Литтлтон |

## Художественные особенности
Фильм представляет собой низкобюджетный комедийный фильм ужасов, пародируя ставшие штампами: зомби, безумный учёный, маленький захолустный городок, храбрые байкерши и т. д. При этом фильм сопровождается почти безостановочным действием и, порой, алогичным развитием сюжета и событий (например, появление вблизи городка потерявшегося школьного автобуса со слепыми детьми внутри, да к тому же имеющими огнестрельное оружие с боеприпасами).

### Музыкальное сопровождение
В большинстве своём в качестве музыкального саундтрека в фильме звучат хард-роковые композиции.

## Награды
1991 — Международный фестиваль фантастического кино Fantasporto — специальная премия жюри.